# The Necks

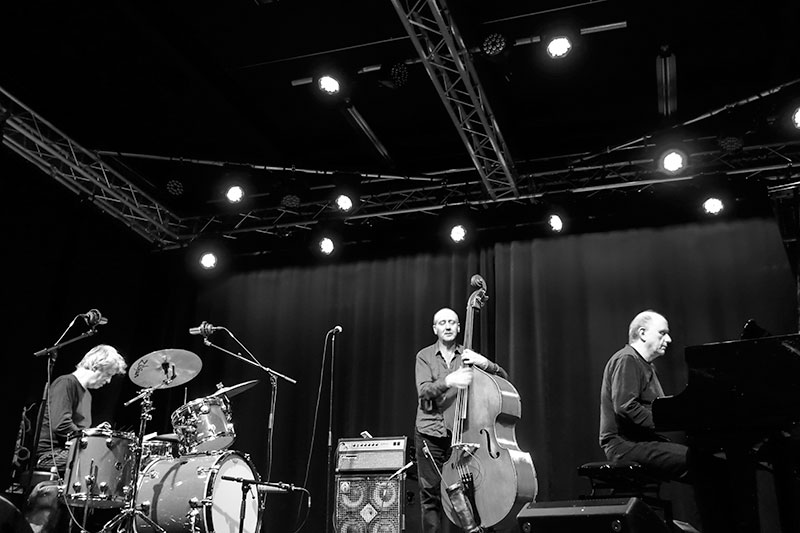
Zespół The Necks na koncercie w Aarhus w Danii.

The Necks – australijskie awangardowe trio jazzowe założone w 1987 roku przez Chrisa Abrahamsa (fortepian, organy Hammonda), Tony'ego Bucka (perkusja, gitara elektryczna) oraz Lloyda Swantona (gitara basowa, kontrabas).

## Historia
Zespół The Necks powstał w 1987 roku w Sydney. Zespół wydał swój debiutancki album "Sex" w wytwórni Spiral Scratch w 1989 roku. 

## Skład
- Chris Abrahams (fortepian, organy Hammonda)
- Tony Buck (perkusja, gitara elektryczna)
- Lloyd Swanton (gitara basowa, kontrabas)

## Dyskografia

### Albumy studyjne
- Sex (1989)
- Next (1990)
- Aquatic (1994)
- Silent Night (1996)
- Hanging Gardens (1999)
- Aether (2001)
- Drive By (2003)
- Mosquito/See Through (2004)
- Chemist (2006)
- Silverwater (2009)
- Mindset (2011)
- Open (2013)
- Vertigo (2015)
- Unfold (2017)
- Body (2018)
- Three (2020)
- Travel (2023)[6][7]
- Bleed (2024)[8]